# Turismologia
Turismologia é a ciência centralizada no estudo do turismo. Ela se preocupa em conhecer e estudar o turismo em sua totalidade. Relaciona-se com as ciências sociais e as ciências econômicas, e surgiu para que os componentes do turismo não fossem estudados isoladamente.
O termo "turismologia" surgiu nos anos 60. Mas foi Zivadin Jovicic, o cientista considerado "pai da turismologia", que a popularizou, quando fundou a revista do mesmo nome em 1972. Turismologia foi, para Jovicic e outros científicos, o termo perfeito para o nome da ciência do turismo, porque é simples e acertado, desde o ponto de vista da linguagem.
A turismóloga brasileira Margaritta Barretto, define a turismologia como:
"… o estudo do fenômeno turístico enquanto fato social (no sentido dado a esta expressão por Durkheim no século XIX). O turismo é o fenômeno em si. São duas coisas diferentes: o fenômeno e o estudo do fenômeno".
Na França, e no idioma francês, foi Jean-Michel Hoerner (2000) quem popularizou o termo tourismologie (turismologia), com suas obras:
- Traité de tourismologie. Pour une nouvelle science touristique ("Tratado de turismologia. Por uma nova ciência turística").
- La Science du Tourisme. Précis franco-anglais de Tourismologie ("A ciência do turismo. Turismologia francoinglesa especificada").

## Ciência do turismo, turismografia e outros termos
Alguns turismólogos preferem falar de "ciência do turismo" (como Alberto Sessa) ou "turismografia" (como o italiano Umberto Fragola). O termo "turistologia", inventado por Pierre Defert, em 1966, foi rechaçado definitivamente pelos cientistas. Igualmente, hoje em dia, o termo turismologia é o termo mais utilizado pelos turismólogos, e é cada vez mais popular na disciplina. Em alemão, é dito Tourismuswissenschaft, que quer dizer wissenschaft=Ciência e Tourismus=turismo, ou seja: “Ciências de/do Turismo”.